# Philipp Pflieger
Philipp Pflieger (* 16. Juli 1987 in Sindelfingen, Baden-Württemberg) ist ein deutscher Leichtathlet, der sich auf Langstreckenläufe spezialisiert hat.

## Berufsweg und Persönliches
Nach dem Abitur ging Pflieger von Sindelfingen nach Regensburg, schloss an der dortigen Universität mit Bachelor in Politikwissenschaft, Medienwissenschaft und Geschichte ab und entschloss sich professioneller Marathonläufer zu werden.
Pflieger ist Botschafter des Vereins Athletes for Ukraine.

## Sportliche Karriere
Zunächst spielte Pflieger Fußball im Verein, aber Laufen gefiel ihm besser, und so wechselte er als 10-Jähriger zur Leichtathletik.
2006 startete Pflieger in Wattenscheid erstmals bei den deutschen Jugendmeisterschaften und holte Platz drei bei den U20-Meisterschaften über 3000 Meter.
2007 kam er in der Altersgruppe der U23 in Hannover bei den deutschen Juniorenmeisterschaften im 1500-Meter-Lauf auf den 7. Platz und holte Bronze mit der 3-mal-1000-Meter-Staffel.
2008 belegte Pflieger über 5000 Meter bei den deutschen Meisterschaften in Nürnberg Rang 8 und drei Wochen später bei den deutschen Juniorenmeisterschaften in Recklinghausen den 3. Platz.
2009 wurde Pflieger in Göttingen über 5000 Meter Deutscher Juniorenmeister (U23) und kam bei den deutschen 10-Kilometer-Meisterschaften in Otterndorf als Vierter ins Ziel. International belegte er bei den U23-Europameisterschaften den 7. Platz.
2010 holte Pflieger Bronze bei den deutschen Meisterschaften in Braunschweig über 5000 Meter und bei den deutschen 10-Kilometer-Meisterschaften in Ohrdruf, wo er auch bei den deutschen Meisterschaften im 10.000-Meter-Lauf auf den 5. Platz kam.
2011 konnte Pflieger wegen eines Bruchs im Fuß erst am Jahresende wieder an Wettkämpfen teilnehmen.
2012 wurde er deutscher Vizemeister über 5000 Meter hinter Arne Gabius, nachdem er zuvor bereits den deutschen Meistertitel über 10.000 Meter gewonnen hatte. Pflieger war 2012 auch Deutscher Meister im 10-Kilometer-Straßenlauf sowohl im Einzel als auch mit der Mannschaft und deutscher Vizemeister mit der 3-mal-1000-Meter-Staffel. Bronze holte er bei den deutschen Crosslauf-Meisterschaften über die Mittelstrecke und Gold mit Mannschaft. Bei seiner ersten internationalen Meisterschaftsteilnahme bei den Aktiven belegte er den 15. Platz im 5000-Meter-Lauf bei den Europameisterschaften in Helsinki.
2013 war Pflieger erneut deutscher Vizemeister über 5000 Meter hinter Arne Gabius. Über 10.000 Meter kam er als Zweiter hinter Homiyu Tesfaye ins Ziel. Im Halbmarathon erreichte er den zweiten Platz im Einzel hinter Jan Fitschen und Gold mit der Mannschaft. Pflieger holte im Einzel Silber bei den deutschen Crosslauf-Meisterschaften über die Mittelstrecke und wieder Gold mit Mannschaft. Mit der 3-mal-1000-Meter-Staffel belegte er den 4. Platz. International nahm Pflieger am 10.000-Meter-Europacup in Pravets (Bulgarien) teil, wo er auf den 17. Platz kam. Dann erfolgte der Umstieg auf die noch längeren Straßendisziplinen.
2014 zog sich Pflieger einen Haarriss im Kreuzbein zu und musste seine Pläne für den Sommer zurückstellen. Bei den deutschen Meisterschaften belegte er über 5000 Meter den dritten Platz hinter Richard Ringer und Arne Gabius. Beim 10-Kilometer-Straßenlauf kam er im Einzel auf den vierten Platz und holte Gold mit der Mannschaft. Bei seiner Marathonpremiere in Frankfurt kam er aufgrund von Kreislaufproblemen nicht ins Ziel.
2015 konzentrierte sich Pflieger mehr auf den Straßenlauf. Bei den deutschen Meisterschaften im 10-Kilometer-Straßenlauf belegte er im Einzel den dritten Platz und gewann Silber mit der Mannschaft. Bei den deutschen Meisterschaften im Halbmarathon holte er Gold sowohl im Einzel als auch mit der Mannschaft. Bei den deutschen Crosslauf-Meisterschaften erreichte er auf der Mittelstrecke den 5. Platz. Beim Berlin-Marathon lief Pflieger in 2:12:50 Stunden seinen ersten Marathon bis ins Ziel. Mit dieser Zeit hatte er auch die später nach unten korrigierte Norm für die Olympischen Spiele 2016 erfüllt.
2016 bei den Europameisterschaften startete er im Halbmarathon und kam auf Platz 33. Im Marathonlauf erreichte er bei den Olympischen Spielen in Rio de Janeiro als bester deutscher Läufer Platz 55 in 2:18:56 Stunden.
2017 holte Pflieger im März bei den deutschen Crosslauf-Meisterschaften über die Langstrecke (10,28 Kilometer) und mit der Mannschaft Gold. Im April musste er jedoch den Halbmarathon in Berlin und den Hamburg-Marathon wegen Oberschenkelproblemen absagen. Anfang September belegte er bei den deutschen Meisterschaften im 10-Kilometer-Straßenlauf im Einzel den dritten Platz und gewann Gold mit der Mannschaft. Seinen vierten Marathon bestritt Pflieger Ende September in Berlin. Nachdem er lange Zeit ein Tempo im Bereich von rund 2:11 Stunden gelaufen war, musste er aber zwischen Kilometer 39 und 40 auf dramatische Art und Weise abbrechen.
Beim Halbmarathon in Barcelona Mitte Februar 2018 steigerte er seine rund drei Jahre alte Halbmarathon-Bestmarke um sieben Sekunden auf 1:03:44 Stunden, womit Pflieger den 11. Platz belegte. 2018 wollte Pflieger bei den Europameisterschaften teilnehmen, musste jedoch noch die Norm von 2:14:00 Stunden erfüllen. Dies gelang ihm mit einer Punktlandung beim Hamburg-Marathon Ende April. Er wurde vom DLV für die Leichtathletik-Europameisterschaften 2018 nominiert. Nachdem Pflieger auch die EM-Norm über 10.000 Meter unterboten hatte, wollte er gerichtlich einen Doppelstart erreichen. Aber das Landgericht Darmstadt wies die Klage zurück. Beim EM-Marathon in Berlin musste Pflieger im August 2018 aufgrund muskulärer Probleme im Fußgelenk vorzeitig aussteigen.
Anfang September 2019 erschien sein Buch Laufen am Limit: Warum Marathon die größte Herausforderung für Läufer ist.
Beim Berlin-Marathon 2019 wollte Pflieger die Norm von 2:11:30 Stunden für die Olympischen Spiele in Tokio 2020 unterbieten. Wegen einer Verletzung musste er beim Rennen im September aber zwischen Kilometer 30 und 35 aussteigen.
Im Februar 2020 verbesserte Pflieger beim Halbmarathon in Barcelona seine zwei Jahre alte Bestzeit über die 21,1 Kilometer um eine knappe Minute auf 62:50 Minuten.
Seit Mai 2020 produziert er gemeinsam mit dem Sportjournalist Ralf Scholt den Podcast Bestzeit, der seither nahezu wöchentlich erscheint.
Am 6. Dezember 2020 startete Pflieger beim Valencia-Marathon mit dem Ziel, die Olympianorm von 2:11:30 Stunden zu unterbieten. Diesen Richtwert verpasste er zwar, lief aber mit 2:12:15 Stunden eine neue persönliche Bestzeit.
Pflieger ist verheiratet und lebt in Regensburg.
Bis 2017 gehörte er dem B-Kader des Deutschen Leichtathletik-Verbandes (DLV) an.

## Vereinszugehörigkeiten
- seit 2020: LT Haspa Marathon Hamburg[22]
- 2008–2019: LG Telis Finanz Regensburg/Stammverein Förderverein der LG Regensburg
- 1997–2007: VfL Sindelfingen
- 1995–1996: TSV Dagersheim[23]

## Auszeichnungen
- Ostbayerischer Sportler des Jahres 2013[5]

## Persönliche Bestleistungen
(Stand: 7. Dezember 2020)

- 5000 Meter: 13:31,24 min, 26. Mai 2012, Oordegem
- 10.000 Meter: 28:40,39 min, 14. Juni 2014, Leiden
- 10-Kilometer-Straßenlauf: 28:49 min, 26. September 2020, Berlin
- Halbmarathon: 1:02:50 h, 16. Februar 2020, Barcelona
- Marathon: 2:12:15 h, 6. Dezember 2020, Valencia

## Veröffentlichung
- Laufen am Limit: Warum Marathon die größte Herausforderung für Läufer ist, zusammen mit Björn Jensen, Verlag Edel Books, Hamburg 2019, ISBN 978-3841906724.